# Boutavent
Boutavent är en kommun i departementet Oise i regionen Hauts-de-France i norra Frankrike. Kommunen ligger i kantonen Formerie som tillhör arrondissementet Beauvais. År 2018 hade Boutavent 116 invånare.

## Befolkningsutveckling
Antalet invånare i kommunen Boutavent
| Referens: INSEE |